# 류혜민
류혜민(2001년 9월 27일 ~ )는 대한민국의 치어리더이다.

## 경력
- 대한항공 점보스 (2021)
- 대전 KGC 인삼공사 (2021)
- kt wiz (2022 ~ 2023년)
- 수원 kt 소닉붐 (2021 ~ 현재)
- 화성 IBK기업은행 알토스 (2023 ~ 현재)
- 인천 신한은행 에스버드 (2024 ~ 현재)